# Cérvoles
Cérvoles és un poble del municipi de Senterada, al Pallars Jussà. Està situat exactament dos quilòmetres en línia recta al sud-oest del cap de municipi, però, en canvi, l'accés al poble amb vehicle és força més llarg.

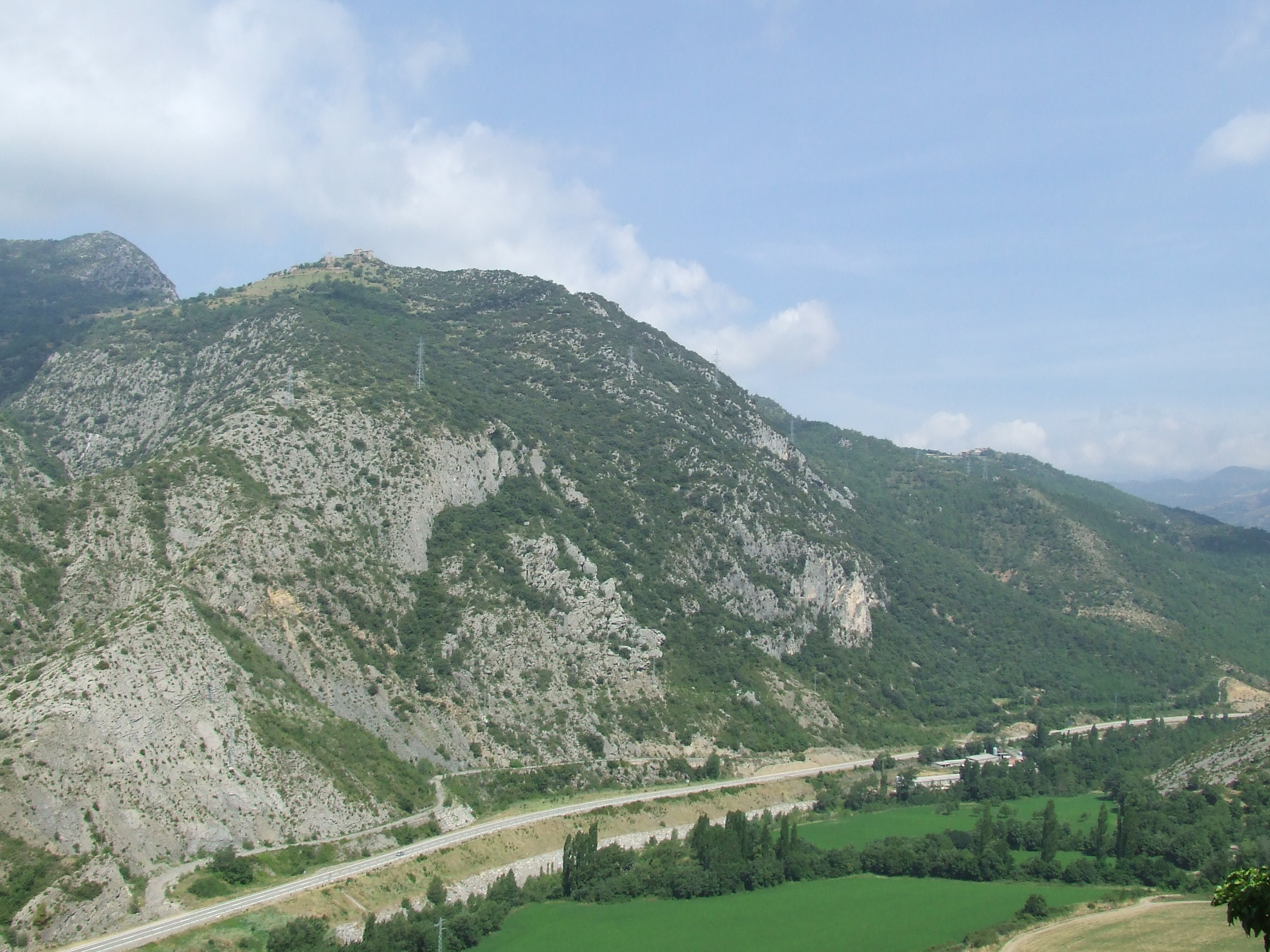
El poble, dalt del seu turó

Està situat a l'extrem de llevant del Serrat de Coscollola, al nord-est del Serrat de Rúixol. Aquests serrats formen part dels contarforts de llevant de la serra de Camporan, en un turó des del qual es domina una bona part de la vall del Flamisell.
La pista que uneix Senterada amb Cérvoles és llarga, i surt del cap de municipi cap al nord-oest, arriba prop de Naens, passa per Burguet i acaba d'arribar a Cérvoles en uns 7 km. en total.

## Etimologia
Contra el que moltes persones pensen, i el que les etimologies populars expliquen, el topònim Cérvoles no té res a veure amb el cérvol animal. Joan Coromines considera diverses explicacions, per a aquest topònim. En un primer moment es decantava per donar com a origen el sorbus llatí que dona el nom d'arbre servera, en català, però en una anàlisi més aprofundida, per la impossibilitat d'aplicació del diminutiu a aquest ètim, es decanta més cap a una explicació basada en la transformació al català de silvulas (bosquets), amb transformacions fonètiques habituals en el pas del llatí al català. Tanmateix, l'aparició en un document antic de la forma Sórboles fa pensar a Coromines que potser es tracta d'una encreuament entre les dues explicacions anteriors.

## Història

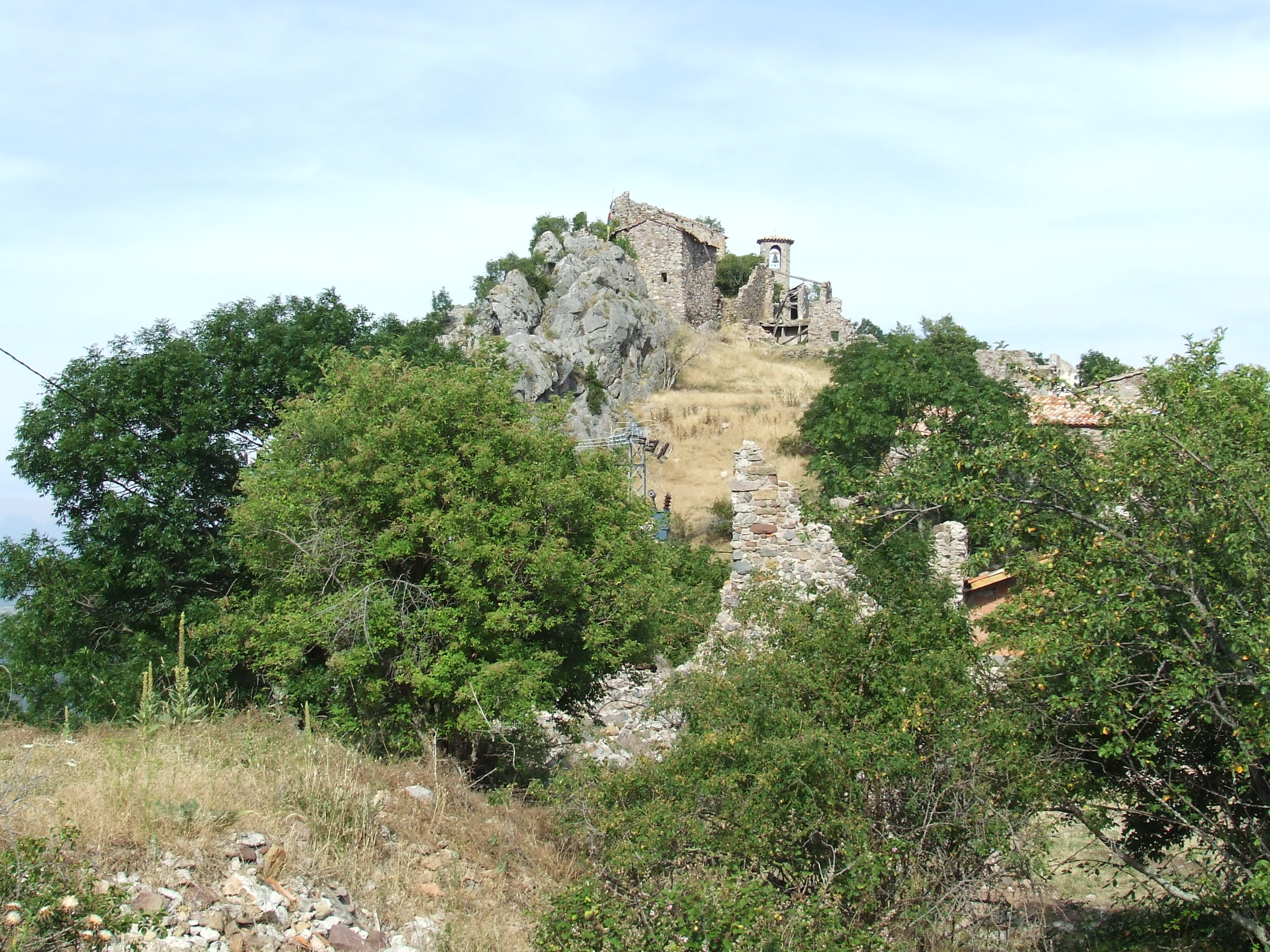
El poble des de ponent

En el Fogatge del 1553, Cérvoles apareix amb 8 focs (uns 40 habitants).
El 1831, any de l'extinció dels senyorius, Cérvoles, conjuntament amb Cases de Burguet consta amb 50 habitants, dins del senyoriu del Comte d'Erill.
Entre el 1812 i el febrer del 1847 formà ajuntament propi, conjuntament amb Burguet. S'havia creat a partir de la promulgació de la Constitució de Cadis i l'organització territorial que se'n derivà, i fou suprimit per no arribar al mínim de 30 veïns (caps de família) necessaris per a mantenir-lo, com quedà establert a la Llei municipal del 1845. En aquell moment eren 58 habitants, però no arribaven a reunir-ne 30 que fossin considerats veïns (caps de família i contribuents).

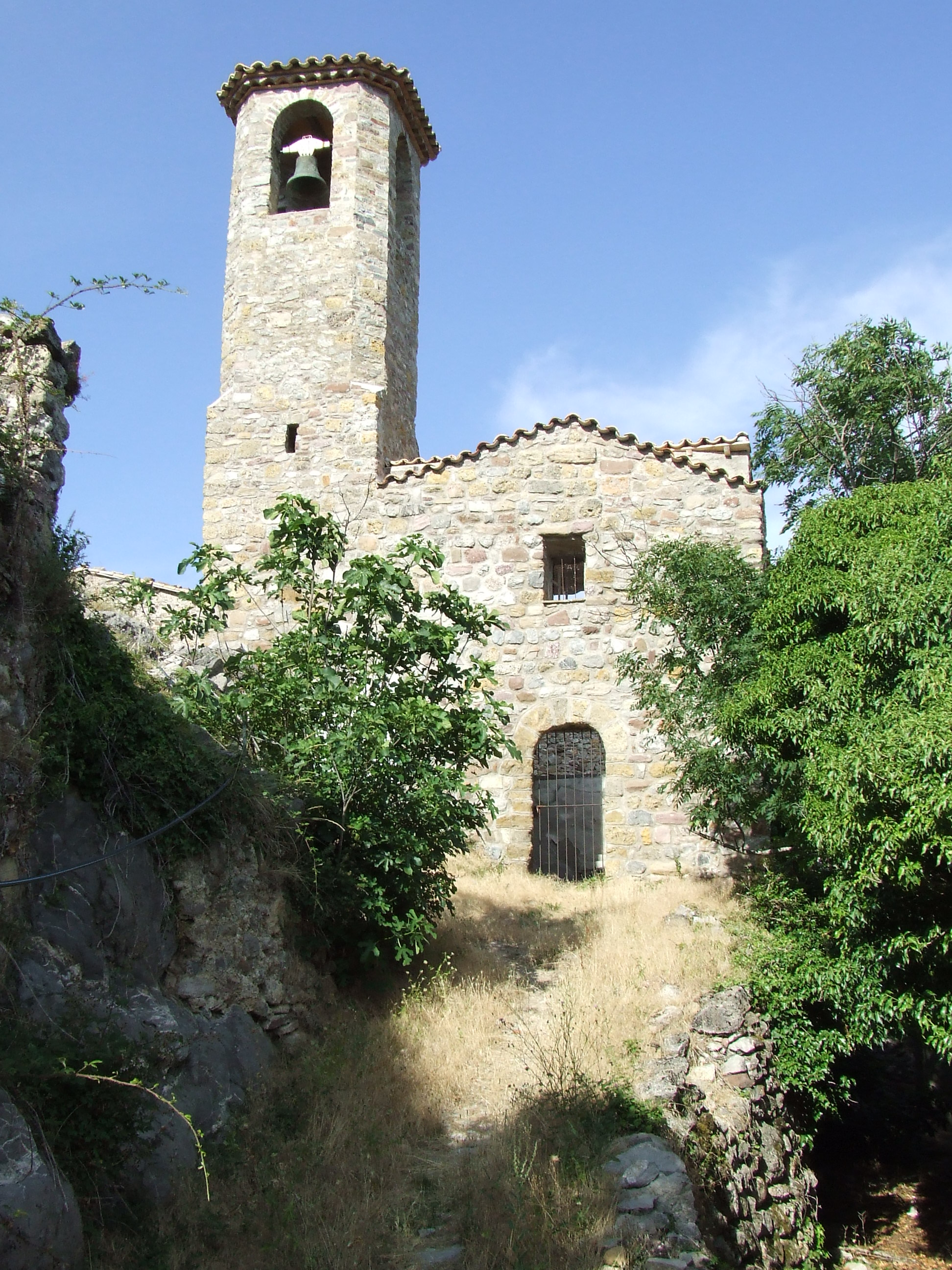
L'església parroquial de Sant Aventí

Pascual Madoz, en el seu Diccionario geográfico..., del 1845, descriu el poble de Cérvoles d'aquell moment: situat dalt d'un turó dominat al nord per la muntanya del mateix nom, el combaten tots els vents. El clima és una mica fred, però saludable. Té 17 cases de mala construcció i sense cap simetria. En els entorns hi ha poca aigua, però la que hi ha s'aprofita per a la població i per a alguns horts. El terreny és àrid, trencat, aspre i poc productiu. Hi ha molts esbarzers i alguns roures, de propietat particular. La major part de terres són comunals, i cada any es rompen nous camps, abandonant-se els antics. Les terres noves, comunals, produeixen sensiblement més que les que són de propietat particular, que es llauren cada any. S'hi produeix blat, ordi i pastures, d'on treuen la major part dels guanys. S'hi crien vaques, cabres, ases i porcs; s'hi cacen perdius, conills, llops i altres animals perjudicials. Hi ha un molí fariner. Formen els dos pobles, Burguet i Cérvoles, 9 veïns (caps de família) i 58 ànimes (habitants).
En la relació que fa Ceferí Rocafort, Cérvoles tenia, vers el 1900, 39 cases, amb 66 habitants.
El 1970 hi havia censats 5 habitants, que havien baixat a 4 el 1981. Va estar deshabitat durant molt de temps a conseqüència de la migració que va buidar molts pobles pirinencs durant la primera meitat del segle xx, però avui torna a tenir habitants: el padró n'esmenta 5. El poble és pràcticament enrunat, així com la seva església d'origen romànic, dedicada a sant Aventí, que havia estat església parroquial.
També hi ha, a Cérvoles, una petita capella dedicada a sant Joan Baptista i una altra dedicada a sant Josep.
L'element d'origen humà més antic de Cérvoles és el dolmen de la Cabaneta dels Moros, excavat pel Seminari de Prehistòria de la Universitat de Barcelona. També anomenat, en els mapes de l'ICC, dolmen de Sant Roc, està situat a 42° 19′ 2.388″ N, 0° 54′ 4.049″ E / 42.31733000°N,0.90112472°E, a la serra de Camporan, uns 2 quilòmetres a ponent del poble de Cérvoles.